# كانوب
كانوب أو كانوبوس (باليونانية: Κάνωπος، وباللاتينية: Canopus) هي مدينة مصرية قديمة كانت تقع على البحر المتوسط إلى الشرق من الإسكندرية، عند مصب فرع بائد للنيل كان يسمى بالفرع الكانوبي. كانت ميناء رئيسًا للتجارة الإغريقية في مصر قبل إنشاء مدينة الإسكندرية، وكانت تنافسها في هذه المنزلة مدينتا هرقليون وناوكراتيس.
سميت المدينة بهذا الاسم نسبة إلى القائد البحري الأسطوري الإغريقي كانوبوس، الذي تزعم الأسطورة أنه دُفن في هذه المدينة.

## اقرأ أيضا
- مدينة هرقليون
- مينوثيس